# Cyrthydrolaelaps hirtus
Cyrthydrolaelaps hirtus is een mijtensoort uit de familie van de Veigaiidae. De wetenschappelijke naam van de soort werd voor het eerst geldig gepubliceerd in 1905 door Berlese.